# Nathalie Elgrably-Lévy
Nathalie Elgrably-Lévy est une auteure et enseignante canadienne. Elle signe également une chronique d'opinion dans le Journal de Montréal et est l'auteur de La face cachée des politiques publiques. Elle est membre du conseil d'administration de l'Institut économique de Montréal, ainsi que celui du Groupe TVA.

## Formation
Elle détient une maîtrise en commerce de HEC Montréal, avec une spécialisation en économie appliquée et un essai sur le déficit budgétaire fédéral. 

## Carrière
Nathalie Elgrably-Lévy est maître d'enseignement en économie appliquée aux HEC à Montréal depuis 1992. Elle a également enseigné l’économie à l’Université de Montréal et à l’UQAM. Elle est économiste principale à l’Institut économique de Montréal. Elle est l'auteur de La face cachée des politiques publiques, publié en 2006 aux Éditions Logiques, ainsi que de l'adaptation pour le Québec de Microeconomics (6e édition) de Pyndick et Rubinfeld. Nathalie Elgrably-Lévy est également chroniqueuse au Journal de Montréal et au Journal de Québec. 
En 2008, elle est économiste principale pour le Québec et la francophonie à l’Institut Fraser.
Elle siège sur le conseil d'administration du Groupe TVA.

## Prises de position et controverses
Dans ses chroniques, Nathalie Elgrably-Lévy met en doute le réchauffement climatique et défend les climato-sceptiques qui font les frais, selon elle, du dogmatisme ambiant : « L'environnementalisme est devenu la religion du XXIe siècle ! Comme il est impossible de faire des prédictions scientifiques, il faut avoir la foi et ne jamais questionner les dogmes »
Au sujet de la répartition du revenu, Nathalie Elgrably-Lévy a accusé Statistique Canada de publier des « informations tendancieuses » qui sous-estiment, selon elle, le revenu des familles canadiennes pauvres, cela afin de justifier des politiques de redistribution. Le Statisticien en chef adjoint du Canada, Richard Barnabé, lui a répliqué qu’elle s’est trompée : l’étude qu’elle avait critiquée rend bien compte de toutes les sources de revenu des familles. Suivant cette mise au point, Nathalie Elgrably reconnaît son erreur et fait son mea culpa.
Elle condamne les subventions aux artistes et aux entreprises culturelles, affirmant : « Il n'existe que deux raisons pour lesquelles un artiste vit dans la misère. La première est que son talent n'est peut-être pas en demande. La deuxième est qu'il est peut-être tout simplement dépourvu de talent. Dans un cas comme dans l'autre, le public n'est pas disposé à consacrer son argent à l'achat du produit culturel proposé. Ainsi, pourquoi y mettre l'argent du contribuable ? »
Elle dénonce aussi les orientations politiques des syndicats, les campagnes d'encouragement pour inciter les électeurs à aller voter. Elle dénonce les associations étudiantes qui rejettent l'augmentation des droits de scolarité, le principe de la retraite par répartition et le Code du travail.

## Publications
Monographie
- Nathalie Elgrably-Lévy, La face cachée des politiques publiques, Éditions Logiques, 2006 (présentation en ligne).

Articles et autres publications
- « Aide internationale : comment encourager le développement des pays pauvres ? », Institut économique de Montréal, février 2008.
- « Le salaire minimum et la flexibilité du marché du travail », Institut économique de Montréal, décembre 2006.
- « Les subventions aux entreprises sont-elles efficaces ? », Institut économique de Montréal, juin 2006.